# Liste der Bodendenkmäler in Niederviehbach
Auf dieser Seite sind die Bodendenkmäler in der niederbayerischen Gemeinde Niederviehbach zusammengestellt. Diese Tabelle ist eine Teilliste der Liste der Bodendenkmäler in Bayern. Grundlage ist die Bayerische Denkmalliste, die auf Basis des Bayerischen Denkmalschutzgesetzes vom 1. Oktober 1973 erstmals erstellt wurde und seither durch das Bayerische Landesamt für Denkmalpflege geführt wird. Die folgenden Angaben ersetzen nicht die rechtsverbindliche Auskunft der Denkmalschutzbehörde.

## Bodendenkmäler der Gemeinde Niederviehbach

### Bodendenkmäler in der Gemarkung Loiching
| Lage                | Objekt                                   | Akten-Nr.     | Bild |
| ------------------- | ---------------------------------------- | ------------- | ---- |
| Loiching (Standort) | Teilstück der Römerstraße Landshut-Moos. | D-2-7340-0010 |      |

### Bodendenkmäler in der Gemarkung Niederviehbach
| Lage                      | Objekt | Akten-Nr.     | Bild                          |
| ------------------------- | --- | ------------- | ----------------------------- |
| Niederviehbach (Standort) | Siedlung oder Körpergräber vor- und frühgeschichtlicher Zeitstellung (frühmittelalterliche Reihengräber). | D-2-7340-0011 |                               |
| Niederviehbach (Standort) | Grabhügel vorgeschichtlicher Zeitstellung. | D-2-7340-0012 |                               |
| Niederviehbach (Standort) | Wasserburgstall des Mittelalters. Siehe auch: Turmhügel Wocka | D-2-7340-0015 | Wasserburgstall D-2-7340-0015 |
| Niederviehbach (Standort) | Verebneter Graben (eines Grabenwerkes) und Siedlung vor- und frühgeschichtlicher Zeitstellung, unter anderem der Münchshöfener Gruppe und der späten Latènezeit. | D-2-7340-0017 |                               |
| Niederviehbach (Standort) | Siedlung vor- und frühgeschichtlicher Zeitstellung. | D-2-7340-0028 |                               |
| Niederviehbach (Standort) | Verebnete Grabhügel vorgeschichtlicher Zeitstellung. | D-2-7340-0167 |                               |
| Niederviehbach (Standort) | Siedlung und verebneter Graben (eines Grabenwerkes) vor- und frühgeschichtlicher Zeitstellung. | D-2-7340-0172 |                               |
| Niederviehbach (Standort) | Siedlung vor- und frühgeschichtlicher Zeitstellung. | D-2-7340-0173 |                               |
| Niederviehbach (Standort) | Siedlung vor- und frühgeschichtlicher Zeitstellung. | D-2-7340-0174 |                               |
| Niederviehbach (Standort) | Siedlung vor- und frühgeschichtlicher Zeitstellung. | D-2-7340-0175 |                               |
| Niederviehbach (Standort) | Siedlung und verebnetes Grabenwerk vor- und frühgeschichtlicher Zeitstellung. | D-2-7340-0176 |                               |
| Niederviehbach (Standort) | Siedlung und verebnetes Grabenwerk vor- und frühgeschichtlicher Zeitstellung. | D-2-7340-0177 |                               |
| Niederviehbach (Standort) | Siedlung vor- und frühgeschichtlicher Zeitstellung. | D-2-7340-0178 |                               |
| Niederviehbach (Standort) | Siedlung vor- und frühgeschichtlicher Zeitstellung. | D-2-7340-0179 |                               |
| Niederviehbach (Standort) | Siedlung vor- und frühgeschichtlicher Zeitstellung. | D-2-7340-0180 |                               |
| Niederviehbach (Standort) | Siedlung vor- und frühgeschichtlicher Zeitstellung. | D-2-7340-0181 |                               |
| Niederviehbach (Standort) | Siedlung vor- und frühgeschichtlicher Zeitstellung. | D-2-7340-0182 |                               |
| Niederviehbach (Standort) | Siedlung vor- und frühgeschichtlicher Zeitstellung. | D-2-7340-0183 |                               |
| Niederviehbach (Standort) | Siedlung vor- und frühgeschichtlicher Zeitstellung. | D-2-7340-0184 |                               |
| Niederviehbach (Standort) | Verebneter Grabhügel vorgeschichtlicher Zeitstellung. | D-2-7340-0185 |                               |
| Niederviehbach (Standort) | Siedlung vor- und frühgeschichtlicher Zeitstellung. | D-2-7340-0186 |                               |
| Niederviehbach (Standort) | Siedlung vor- und frühgeschichtlicher Zeitstellung. | D-2-7340-0187 |                               |
| Niederviehbach (Standort) | Siedlung vor- und frühgeschichtlicher Zeitstellung. | D-2-7340-0188 |                               |
| Niederviehbach (Standort) | Siedlung vor- und frühgeschichtlicher Zeitstellung. | D-2-7340-0189 |                               |
| Niederviehbach (Standort) | Siedlung vor- und frühgeschichtlicher Zeitstellung. | D-2-7340-0191 |                               |
| Niederviehbach (Standort) | Siedlung vor- und frühgeschichtlicher Zeitstellung. | D-2-7340-0192 |                               |
| Niederviehbach (Standort) | Bestattungsplatz des frühen Mittelalters. | D-2-7340-0265 |                               |
| Niederviehbach (Standort) | Siedlung und verebnetes Grabenwerk vor- und frühgeschichtlicher Zeitstellung. | D-2-7340-0266 |                               |
| Niederviehbach (Standort) | Untertägige Befunde des Mittelalters und der frühen Neuzeit im Bereich des Dominikanerinnen-, ehemalige Augustinerinnenklosters mit zugehöriger Katholischen Pfarr-, ehemalige Klosterkirche Mariä Himmelfahrt, zugehörigem, ummauerten Friedhof und zugehörigen Ökonomiegebäuden in Niederviehbach, darunter die Spuren von Vorgängerbauten bzw. älteren Bauphasen. Siedlung der Hallstattzeit. Siehe auch: Kloster Niederviehbach, Mariä Himmelfahrt (Niederviehbach) | D-2-7340-0269 |                               |
| Niederviehbach (Standort) | Untertägige Befunde des Mittelalters und der frühen Neuzeit im Bereich der Katholischen Kirche St. Andreas in Gummering, darunter die Spuren von Vorgängerbauten bzw. älteren Bauphasen. Siehe auch: St. Andreas (Gummering) | D-2-7340-0303 |                               |
| Niederviehbach (Standort) | Untertägige Befunde des Mittelalters und der frühen Neuzeit im Bereich der Katholischen Kirche St. Stephan in Süßbach, darunter die Spuren von Vorgängerbauten bzw. älteren Bauphasen. Siehe auch: St. Stephan (Süßbach) | D-2-7340-0355 |                               |
| Niederviehbach (Standort) | Frühmittelalterliche Reihengräber. | D-2-7340-0359 |                               |
| Niederviehbach (Standort) | Frühmittelalterliche Reihengräber. | D-2-7340-0360 |                               |
| Niederviehbach (Standort) | Fundplatz der Urnenfelderzeit. | D-2-7340-0364 |                               |
| Niederviehbach (Standort) | Siedlung vorgeschichtlicher, unter anderem metallzeitlicher Zeitstellung. | D-2-7340-0365 |                               |
| Niederviehbach (Standort) | Siedlung vor- und frühgeschichtlicher Zeitstellung. | D-2-7440-0031 |                               |
| Niederviehbach (Standort) | Untertägige Befunde der frühen Neuzeit im Bereich der Katholischen Kirche St. Johannes und Paulus in Eschlbach, darunter die Spuren von Vorgängerbauten bzw. älteren Bauphasen. Siehe auch: St. Johannes und Paulus (Eschlbach) | D-2-7440-0263 |                               |

### Bodendenkmäler in der Gemarkung Oberviehbach
| Lage                    | Objekt | Akten-Nr.     | Bild |
| ----------------------- | --- | ------------- | ---- |
| Oberviehbach (Standort) | Siedlung der Linear- und Stichbandkeramik, der Gruppe Oberlauterbach, der Münchshöfener Gruppe, der Bronzezeit oder Urnenfelder- sowie der Hallstattzeit. | D-2-7340-0013 |      |
| Oberviehbach (Standort) | Siedlung der Bronzezeit und Hallstattzeit. | D-2-7340-0014 |      |
| Oberviehbach (Standort) | Siedlung vor- und frühgeschichtlicher Zeitstellung. | D-2-7340-0193 |      |
| Oberviehbach (Standort) | Siedlung der Münchshöfener Gruppe, der Hallstattzeit und des frühen Mittelalters. | D-2-7440-0001 |      |
| Oberviehbach (Standort) | Siedlung der Linearbandkeramik, der Gruppe Oberlauterbach und der Münchshöfener Gruppe. | D-2-7440-0002 |      |
| Oberviehbach (Standort) | Siedlung der Linear- und Stichbandkeramik, der Gruppe Oberlauterbach, der Münchshöfener und Altheimer Gruppe, der Bronzezeit sowie der Bronzezeit oder Urnenfelderzeit.                                                                                                  | D-2-7440-0008 |      |
| Oberviehbach (Standort) | Siedlung vor- und frühgeschichtlicher Zeitstellung. | D-2-7440-0032 |      |
| Oberviehbach (Standort) | Verebnete Grabhügel vorgeschichtlicher Zeitstellung. | D-2-7440-0033 |      |
| Oberviehbach (Standort) | Siedlung vorgeschichtlicher Zeitstellung. | D-2-7440-0034 |      |
| Oberviehbach (Standort) | Siedlung vorgeschichtlicher Zeitstellung. | D-2-7440-0035 |      |
| Oberviehbach (Standort) | Siedlung des Neolithikums, wohl der Münchshöfener Gruppe. | D-2-7440-0036 |      |
| Oberviehbach (Standort) | Untertägige Befunde des Mittelalters und der frühen Neuzeit im Bereich der Katholischen Kirche St. Maria Magdalena in Walperstetten, darunter die Spuren von Vorgängerbauten bzw. älteren Bauphasen. Siehe auch: St. Maria Magdalena (Walperstetten)                     | D-2-7440-0267 |      |
| Oberviehbach (Standort) | Untertägige Befunde des Mittelalters und der frühen Neuzeit im Bereich der Katholischen Pfarrkirche St. Georg mit zugehörigem, ummauerten Friedhof in Oberviehbach, darunter die Spuren von Vorgängerbauten bzw. älteren Bauphasen. Siehe auch: St. Georg (Oberviehbach) | D-2-7440-0271 |      |